# Видин – Калафат
Фериботната линия Видин – Калафат е железопътна и пътна фериботна връзка между дунавските пристанища Видин и Калафат, окръг Долж, Румъния.
Пусната е в експлоатация през 1942 година за нуждите на германската армия, като е функционирала до 1945 г. Възстановена е от 1952 г. Линията е закрита в средата на юни 2013 г., когато се открива конкурентната връзка (с много по-висока пропускателност) чрез новия мост „Нова Европа“ между Видин и Калафат.
Дължината на линията е била 5,5 километра до 1975 година, като на българска територия е започвала от терминал, намирал се някога в южните покрайнини, а понастоящем – близо до центъра на Видин (сега: пристанище Видин Център). С изграждането на съвременния терминал „Фериботен комплекс“ (в пристанище Видин Север) пътят до пристанище Калафат е скъсен на около 2 километра. От стария терминал е имало само железопътна връзка, а на новия терминал (както и на румънска територия) са добавени съоръжения за обслужване на автомобилна връзка, както и на ро-ро кораби. Максималната пропускателна способност е била за обработка на 4 кораба на денонощие и 100 хиляди условни ТИР единици годишно.
Фериботната линия е обслужвана от фериботната платформа „Бонония“ – за вагони, корабите „Бдин“, „Салкуца“ (румънски) и „Припят 1“ (последните години) – за автомобили, мотоциклети и пътници.